# Cosmodôme
Ne doit pas être confondu avec Cosmodrome.

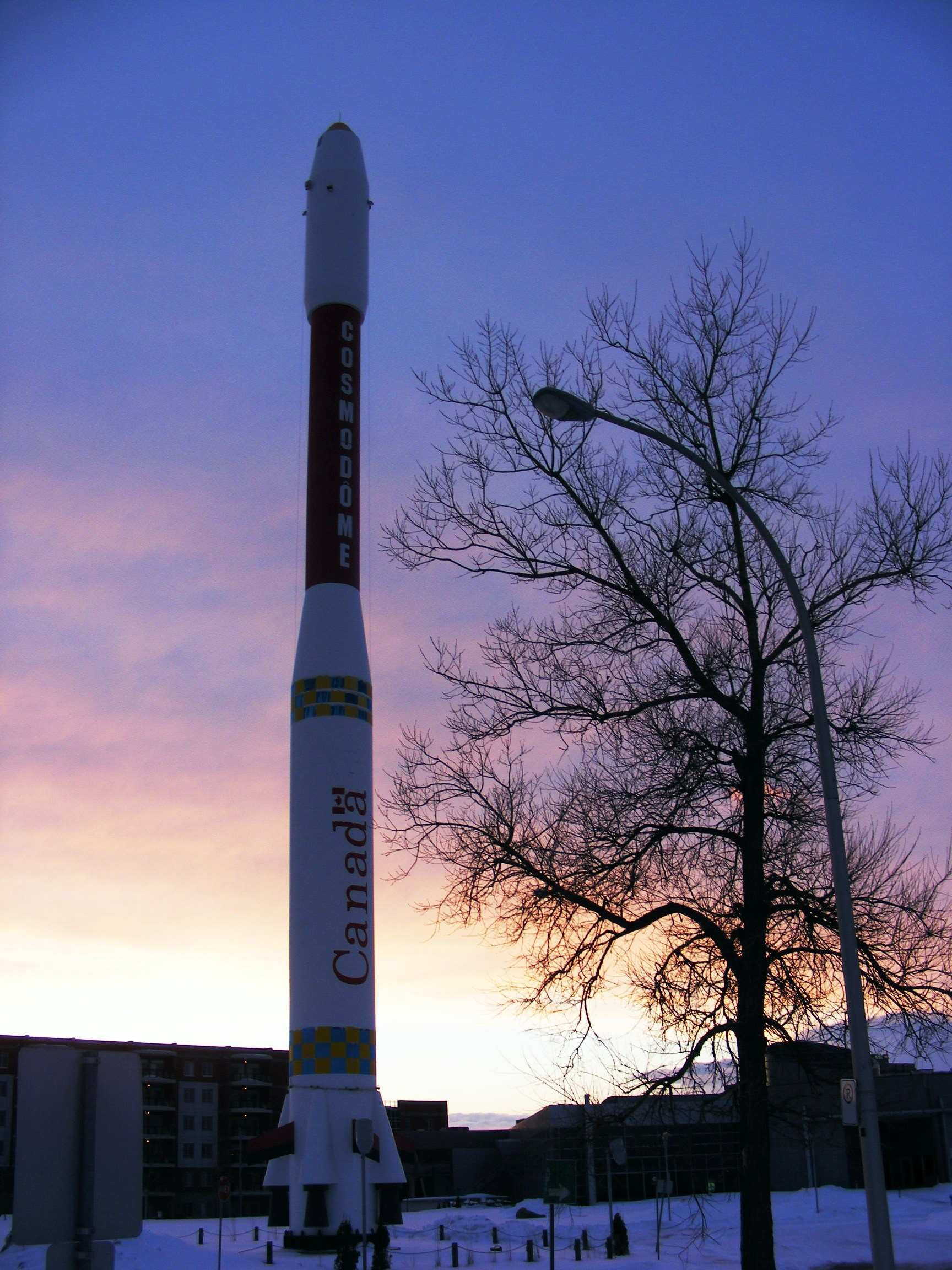
Le Cosmodôme

Le Cosmodôme est un musée scientifique offrant des expositions et des activités éducatives reliées à l'espace et à l’exploration spatiale, et situé à Laval au Québec au Canada.

## Historique
En 1970, le Space and Rocket Center, l'ancêtre du Cosmodôme, est inauguré à Huntsville en Alabama. En 1982, le Centre se dote d’un programme d’activités éducatives pour initier les jeunes au domaine des sciences de l'espace, appelé SPACE CAMP.
Au cours des années suivantes, des franchises du programme d'activités éducatives sont octroyées par le US Space Camp à des groupes basés en Floride, au Japon et en Belgique.
Choisissant entre deux propositions, celle du Space Camp Patrick Baudry et celle de l'US Space Camp, Laval a choisi la franchise américaine.
En 1991, une quatrième franchise US est donc octroyée à la société Camp spatial Canada, une initiative conjointe de la Corporation de développement économique de Laval et de SPAR Aérospatiale Ltée.
La société Camp spatial Canada base ses activités à Laval et commence ses activités d’expositions et de formation en 1994. Les trois activités du centre sont :

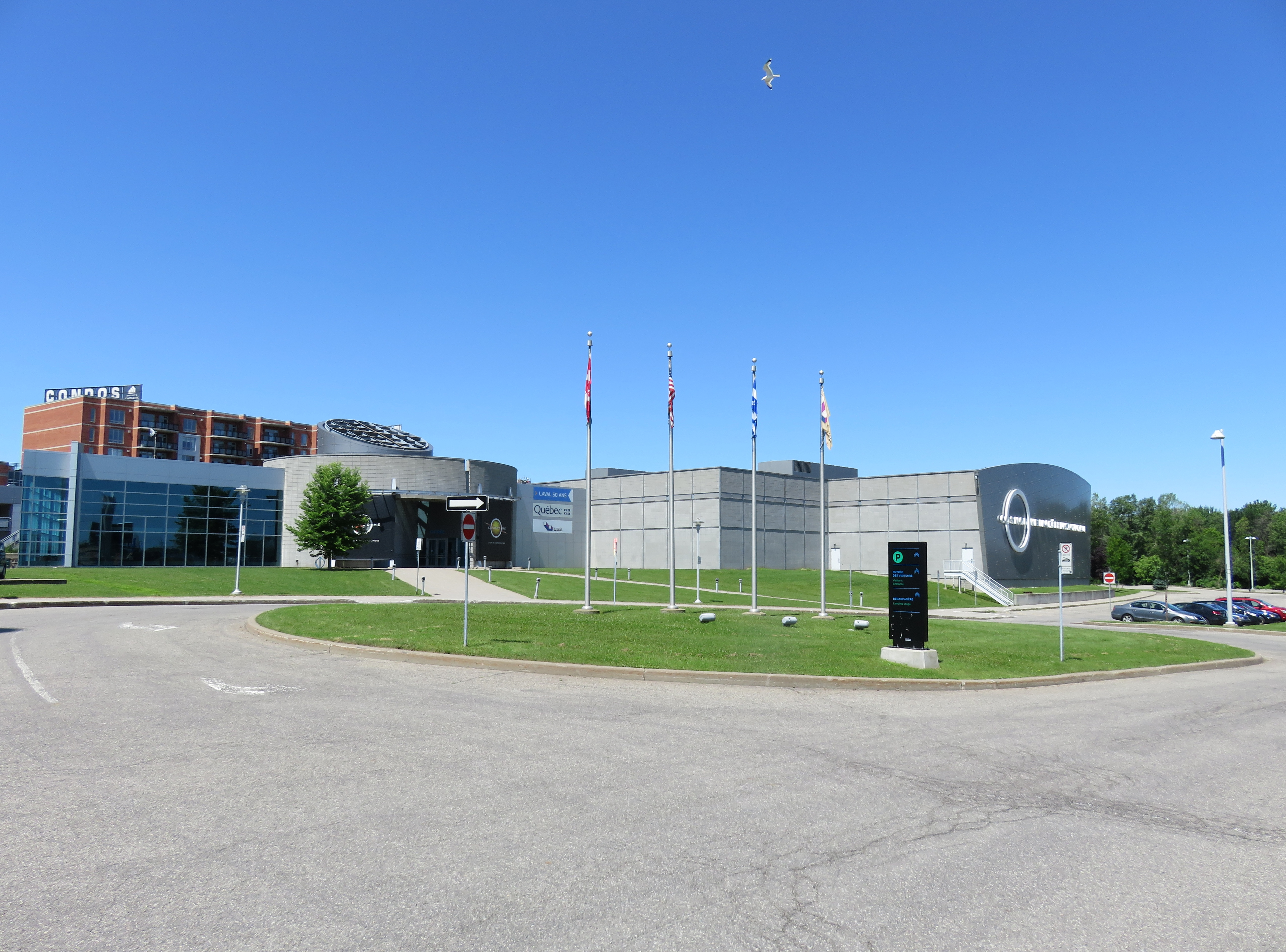
Le Cosmodôme, Cité de l'astronautique

- le Camp Spatial ;
- la Cité de l'astronautique ;
- le Cosmodôme en classe.

## Le Camp Spatial
Le Camp Spatial permet au participant d’apprendre tout en vivant (ou subissant...) l’entraînement des vrais astronautes.
Les participants ont la possibilité de vivre, entre autres, les expériences suivantes :
- essayer des simulateurs d’entraînement comme ceux de la NASA ; ces simulateurs permettent
  - de vivre des situations de travail semblables à celles vécues par les astronautes ;
  - de recréer la marche lunaire de Neil Armstrong en expérimentant la chaise à 1/6 de gravité ;
  - de flotter et travailler comme les astronautes grâce au mur d'apesanteur et à la chaise à 5 degrés de liberté ;
  - de vivre l'entraînement que subissent les astronautes pour se préparer à la désorientation qu’ils éprouvent dans l'espace.
- réaliser des missions spatiales durant lesquelles il sera affecté à une fonction au centre de contrôle terrestre ou à bord de la réplique de la navette Endeavour (la cabine de pilotage et le pont intermédiaire sont de grandeur nature) ; ces missions incluent
  - l’exécution de toutes les étapes d'une mission spatiale (décollage, mise en orbite et retour sur terre en toute sécurité) ;
  - l’utilisation de scaphandres pour effectuer des sorties extravéhiculaire ;
  - et des manœuvres du bras canadien ;
- goûter à la nourriture consommée par les astronautes lors des missions spatiales ;
- participer à des ateliers interactifs et ludiques sur différents sujets scientifiques ;
- fabriquer une micro fusée ;
- visiter la Cité de l'Astronautique (voir plus bas).

## Le Cosmodôme
Le Cosmodôme permet au visiteur de s’émerveiller devant l’évolution des sciences et de la technologie et devant l’histoire de la conquête spatiale.
Vous pouvez participer à une des trois missions virtuelles, comprenant un circuit de 6 salles composées de film et de jeux.
- Le rêve impossible
- La planète rouge
- Aux frontières du cosmos

Dans la salle d’exposition, le visiteur pourra, entre autres :
- voir une vraie roche lunaire ;
- examiner un authentique scaphandre des missions Apollo ;
- explorer le Soleil, la Lune, la Terre et les autres planètes du système solaire ;
- examiner des répliques de fusées ;
- voir une réplique grandeur nature de la navette spatiale Endeavour ;
- participer à des ateliers interactifs et ludiques sur différents sujets scientifiques ;

## Le Cosmodôme en classe
Un guide-animateur du Cosmodôme se rend dans une classe ou un autre local pour animer un atelier d’une heure sur l’un des sujets suivants : scaphandre, système solaire.

## Anecdote
Lors de l'inauguration officielle du Cosmodôme, en 1994, Alan Shepard, premier astronaute américain (c'est-à-dire premier américain à voyager dans l'espace), a dit : De tous les camps spatiaux que j'ai vus de par le monde, et je les ai tous vus, celui-ci est le meilleur, et de loin! 